# 宮坂英弌

宮坂英弌の胸像（茅野市尖石縄文考古館 ）

宮坂 英弌（みやさか ふさかず、1887年3月4日 - 1975年6月11日）は、日本の考古学者、茅野市尖石縄文考古館初代館長。 長野県考古学会初代会長。茅野市名誉市民。

## 略歴
長野県諏訪郡豊平村（現茅野市）出身。長野県立諏訪中学校（現長野県諏訪清陵高等学校）卒業。 
1922年に泉野尋常高等小学校（現在の茅野市立泉野小学校）の代用教員となる。このころ俳人、小平雪人が主宰する句会「牧馬会（まきばかい）」に入会。以後小学校教員、中学校教員を務め、1929年、伏見宮博英王の八ヶ岳西側山麓の茅野市の尖石・与助尾根遺跡の発掘を、小平雪人とともに手伝う。その事から考古学の魅力に目覚め、研究を続ける。1930年宮坂が独力で尖石・与助尾根遺跡を発掘、縄文時代中期の集落（ムラ）研究の基礎を築いた。さらに諏訪郡富士見町の藤内遺跡、井戸尻遺跡等、長野県内の遺跡の調査、保存に尽くした。
宮坂は発掘して復元した土器を自宅の縁側に陳列し、訪問者に見せていたが、1951年、自宅の馬小屋を改造して「尖石館」を開館、初代館長となる。退職後の1955年から茅野市尖石考古館が設置され、初代館長。2000年には「茅野市尖石縄文考古館」としてリニューアル・オープンした。
1950年に蒼綬褒章受勲。1962年 長野県考古学会初代会長。1965年中日文化賞受賞。1966年に1月1日、茅野市で初となる名誉市民の称号が贈られた。同年勲四等瑞宝章受勲。
1967年、尖石縄文考古館に、茅野市出身の彫刻家、小川由加里作「宮坂英弌先生像」建立。1974年吉川英治文化賞受賞。1975年には生前の功績に対して従五位勲四等旭日小綬章が贈られている。2000年に宮坂英弌の研究、業績を顕彰し、縄文文化の研究に功績のあった個人、団体を表彰する「宮坂英弌記念尖石縄文文化賞」が設けられた。

## 著書
- 『尖石』学生社1998年　ISBN 978-4311202131
- 『原始民族遺跡の研究』
- 『原住民族の遺蹟-八ケ岳山麓尖石遺蹟研究』蓼科書房1948年国会図書館
- 『尖石遺跡―古代の村とその生活』諏訪教育会

### 共著
- 『蓼科』宮坂虎次共著 尖石考古館研究報告叢書とがりいし先生. NCID BN09192019

## 関連書籍
- 『宮坂英弌物語　発見！発掘！とがり石の縄文先生』山本まさみ著 学研教育出版（第3回子どものための感動ノンフィクション大賞最優秀作品）2012年ISBN 978-4052033568
- 『特別史跡「尖石石器時代遺跡」の保存管理計画』、茅野市教育委員会編集・発行、2016（茅野市サイトからダウンロード可。）

## 関連映画
- 『尖石遺跡』近代映画協会、脚本・監督：新藤兼人、1966年